# Picine
Ciocănitoarea este una din cele mai cunoscute păsări din lume. Acestea reprezintă subfamilia Picinae a familiei Picidae, și sunt cunoscute aproximativ 200 specii de ciocănitori. Acestea sunt cele mai inteligente păsări după corbi.

## Caracteristici generale
Picidele cuprind circa 201 de specii, ele au cea mai bună specializare pentru locomoția prin cățărare pe trunchiurile arborilor care este realizată cu ajutorul ghearelor puternice, curbate și ascuțite. Ciocănitoarele au limba lungă de formă cilindrică, care este cleioasă, protractilă, prevăzută cu peri, cu ajutorul ei scoate larvele sau insectele din galeriile truchiurilor.  Penele aripilor și în special cele ale cozii sunt rigide, coada servind ca punct de sprijin la cățăratul pe trunchiuri. Ciocul păsării este conic, ascuțit cu ajutorul ei ciocănitoarea sapă  în lemnul arborilor galeria pentru cuib, sau lărgește galeria din truchi unde se ascund insectele. In general picidele sunt păsări de talie mare, putând atinge mărimea unui corb. Cele mai multe specii de ciocănitori sunt păsări sedentare, care se deplasează pe distanțe mici, nefiind zburătoare bune. In Africa și America unele specii trăiesc pe sol. In timpul reproducerii masculii multor specii produc un zgomot puternic prin ciocănirea unei ramure uscate cu ciocul. Hrana este constituită mai ales din insecte și larve dar consumă și semințe și fructe. Unele specii fac depozite de hrană pe timpuri neprielnice. Prin distrugerea insectelor dăunătoare, ele sunt foarte utile în pomicultură sau silvilcultură. Ciocănitoarele trăiesc și în regiunile cu climă temperată, dar cele mai multe trăiesc în America de Sud și Indonezia.

## Habitat
Cel mai mult în America  în pădurile de foioase și sezonifere, ca de exemplu specia Picoides arcticus.

## Reproducerea
Femele depune 3 -8 ouă albe în cuibul săpat de ele în lemnul arborilor. Clocesc ambii părinți, care vor hrăni puii împreună, până când aceștia pot să zboare. Când puii devin apți pentru zbor ei vor fi alungați din cuib de părinți.

## Hrana
Ele mănâncă insecte pe care le găsesc în trunchiurile sau pe frunzele copacilor si larve.

## Genuri
Uniuniunea Internațională a Ornitologilor recunoaște 208 specii de ciocănitori tipice, care sunt împărțite în 33 de genuri. Diviziunea în triburi se bazează pe studiul realizat în 2017 de Sabir Shakya și colegii săi.
- Subfamilia: Picinae – ciocănitori tipice
  - Tribul Nesoctitini
    - Nesoctites

  - Tribul Hemicircini
    - Hemicircus – 2 specii

  - Tribul Picini
    - Micropternus
    - Meiglyptes – 4 specii
    - Gecinulus – 3 specii
    - Dinopium – 5 specii
    - Picus – 14 specii
    - Chrysophlegma – 3 specii
    - Pardipicus – 2 specii
    - Geocolaptes
    - Campethera – 11 specii
    - Mulleripicus – 4 specii
    - Dryocopus – 6 specii
    - Celeus – 12 specii
    - Piculus – 7 specii
    - Colaptes – 14 specii

  - Tribul Campephilini
    - Campephilus – 12 specii
    - Blythipicus – 2 specii
    - Reinwardtipicus
    - Chrysocolaptes – 10 specii

  - Tribul Melanerpini
    - Sphyrapicus – 4 specii
    - Melanerpes – 24 specii
    - Picoides – 3 specii
    - Yungipicus – 7 specii
    - Leiopicus
    - Dendrocoptes – 3 specii
    - Chloropicus – 3 specii
    - Dendropicos – 12 specii
    - Dendrocopos – 12 specii
    - Dryobates – 6 specii
    - Leuconotopicus – 6 specii
    - Veniliornis – 14 specii
    - Xiphidiopicus

## Galerie

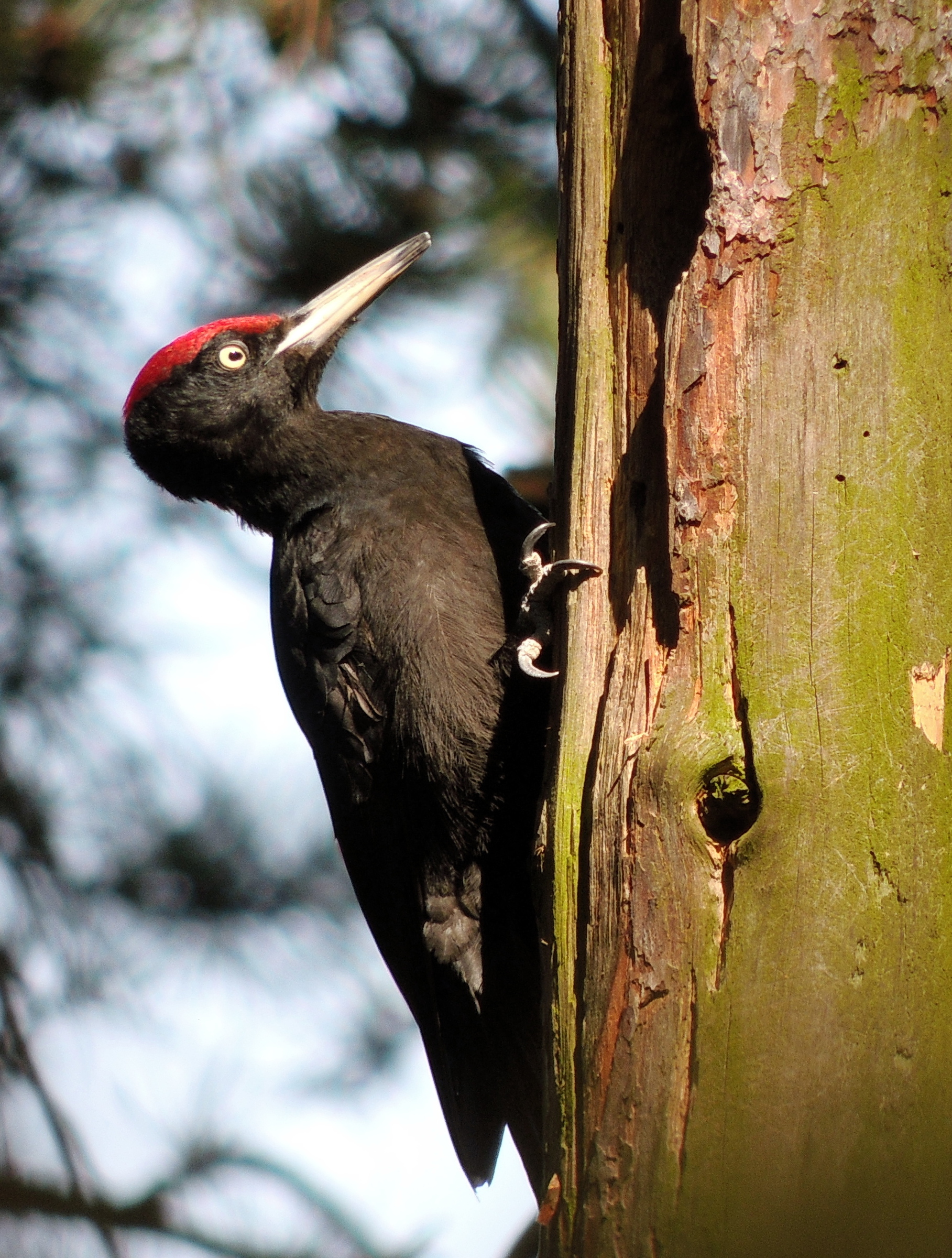
Ciocănitoare neagră
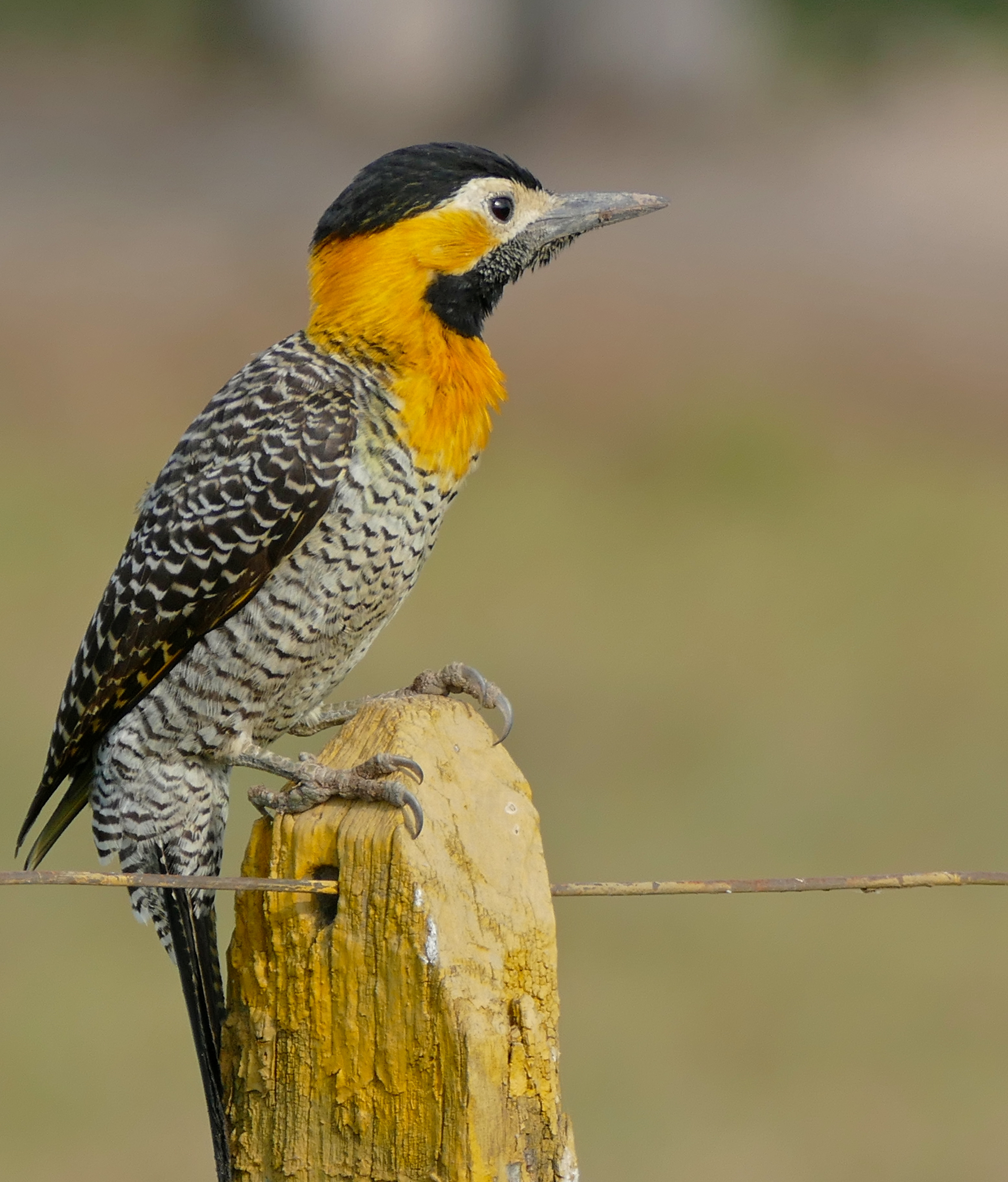
Ciocănitoare de câmp
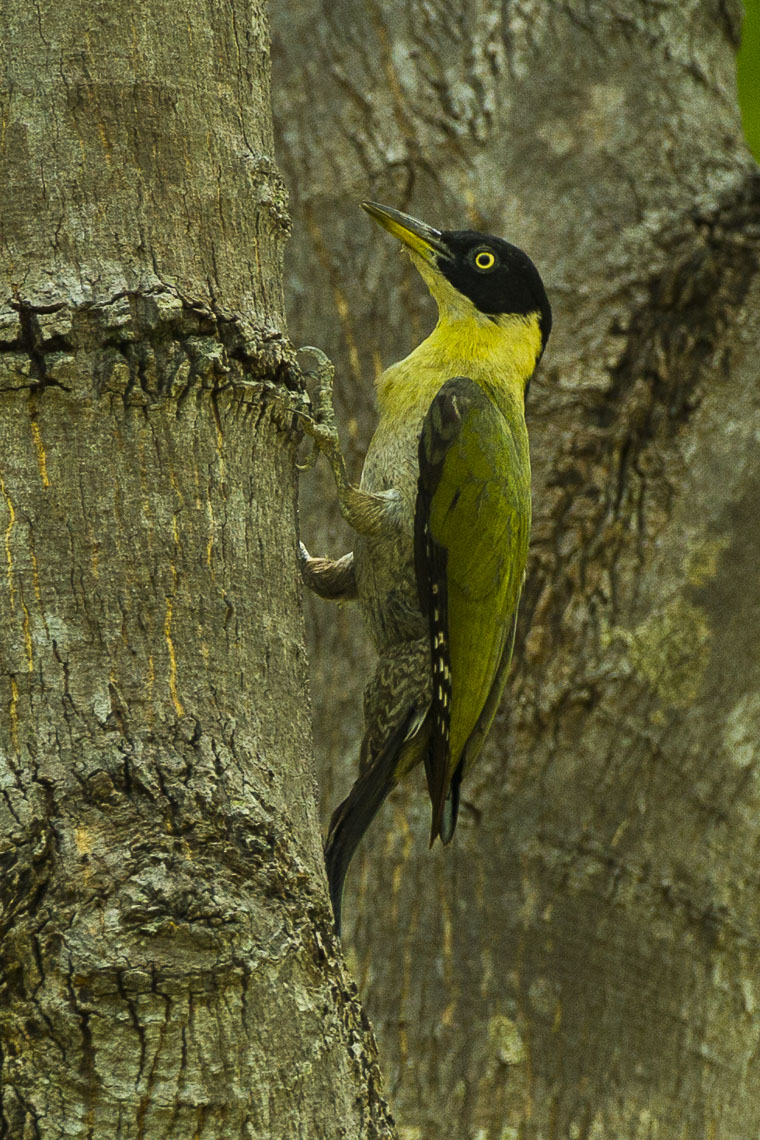
Ciocănitoare cu cap negru
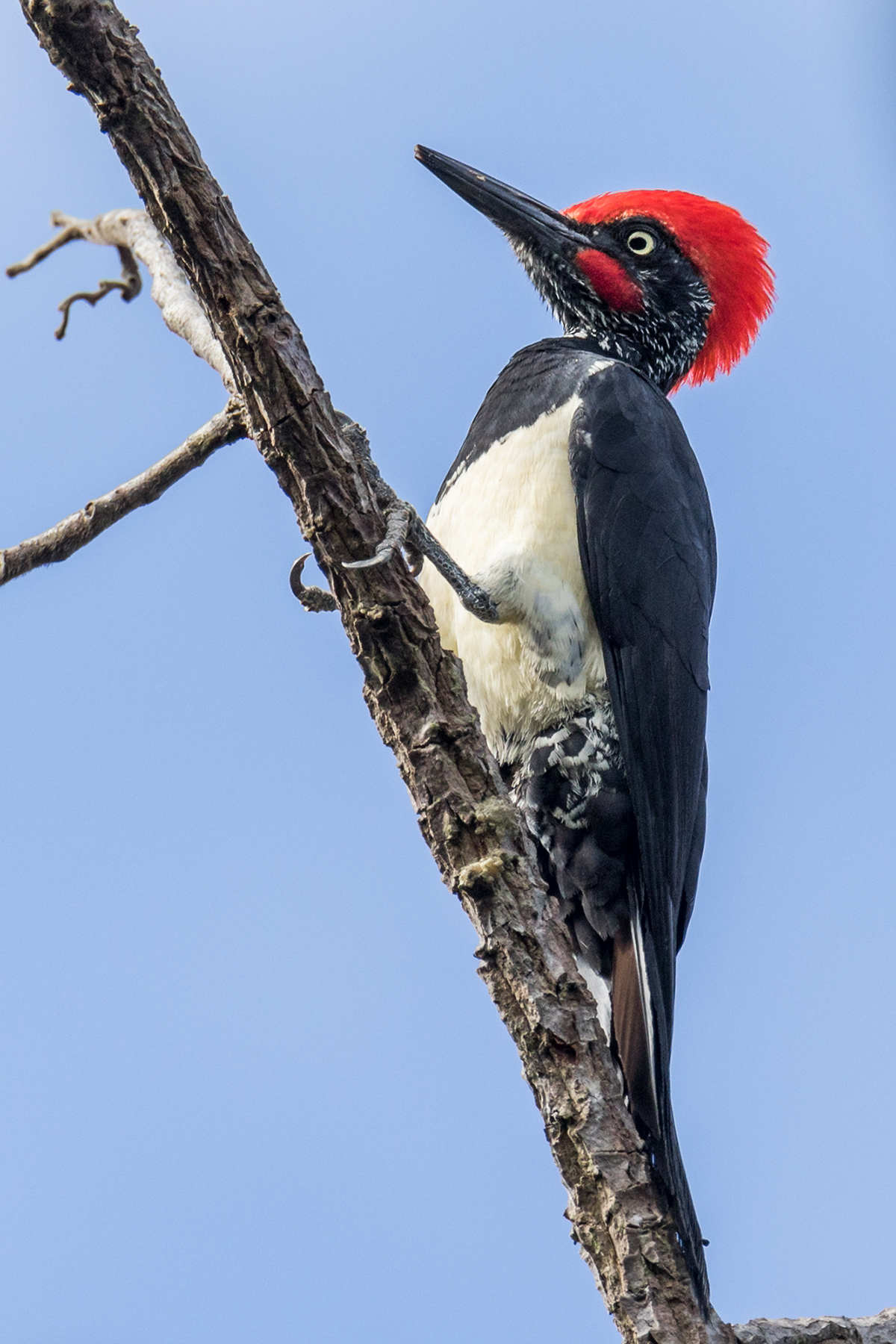
Ciocănitoare cu burtă albă
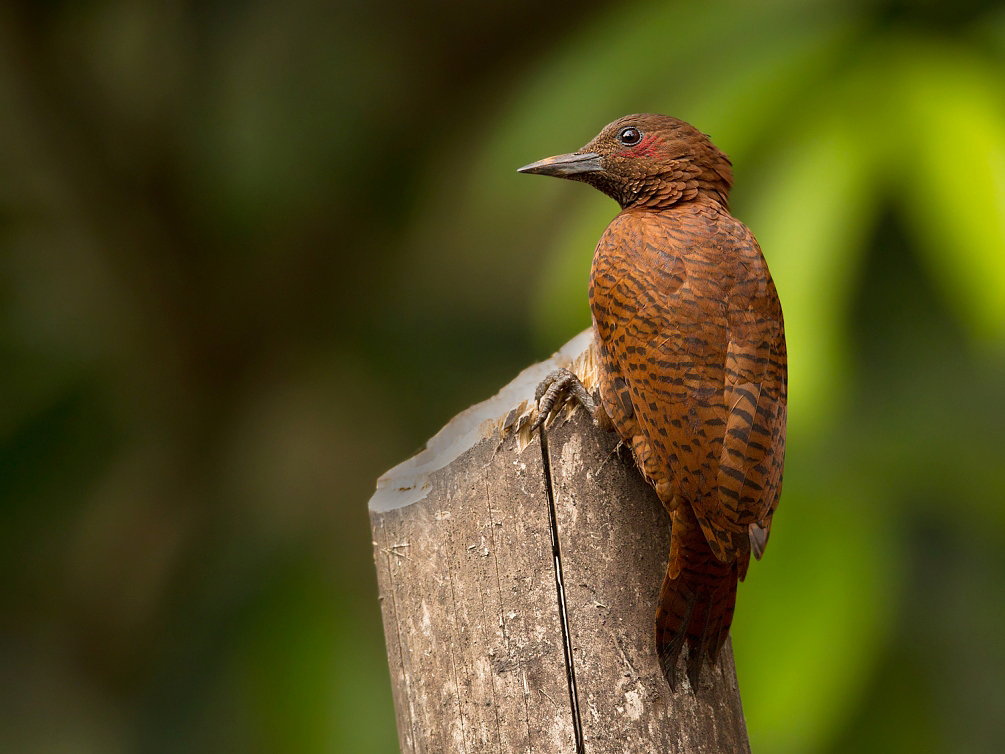
Ciocănitoare ruginie
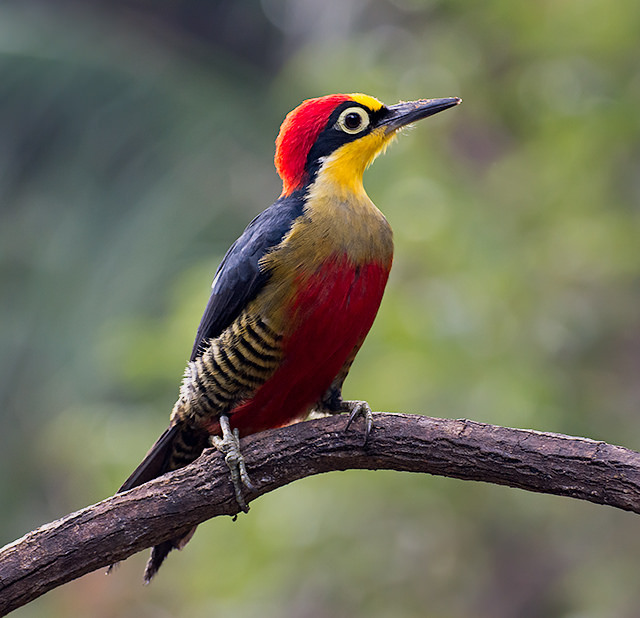
Ciocănitoare cu față galbenă
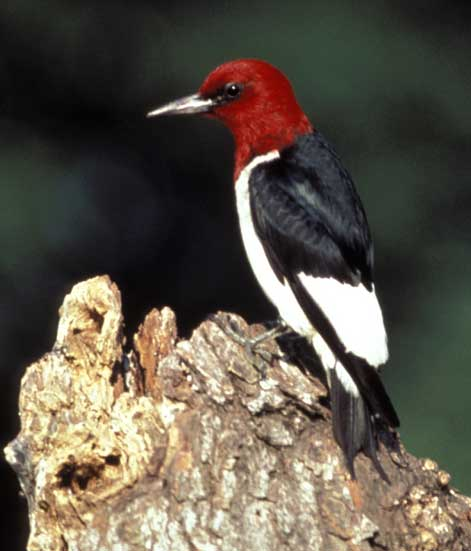
Ciocănitoare cu cap roșu
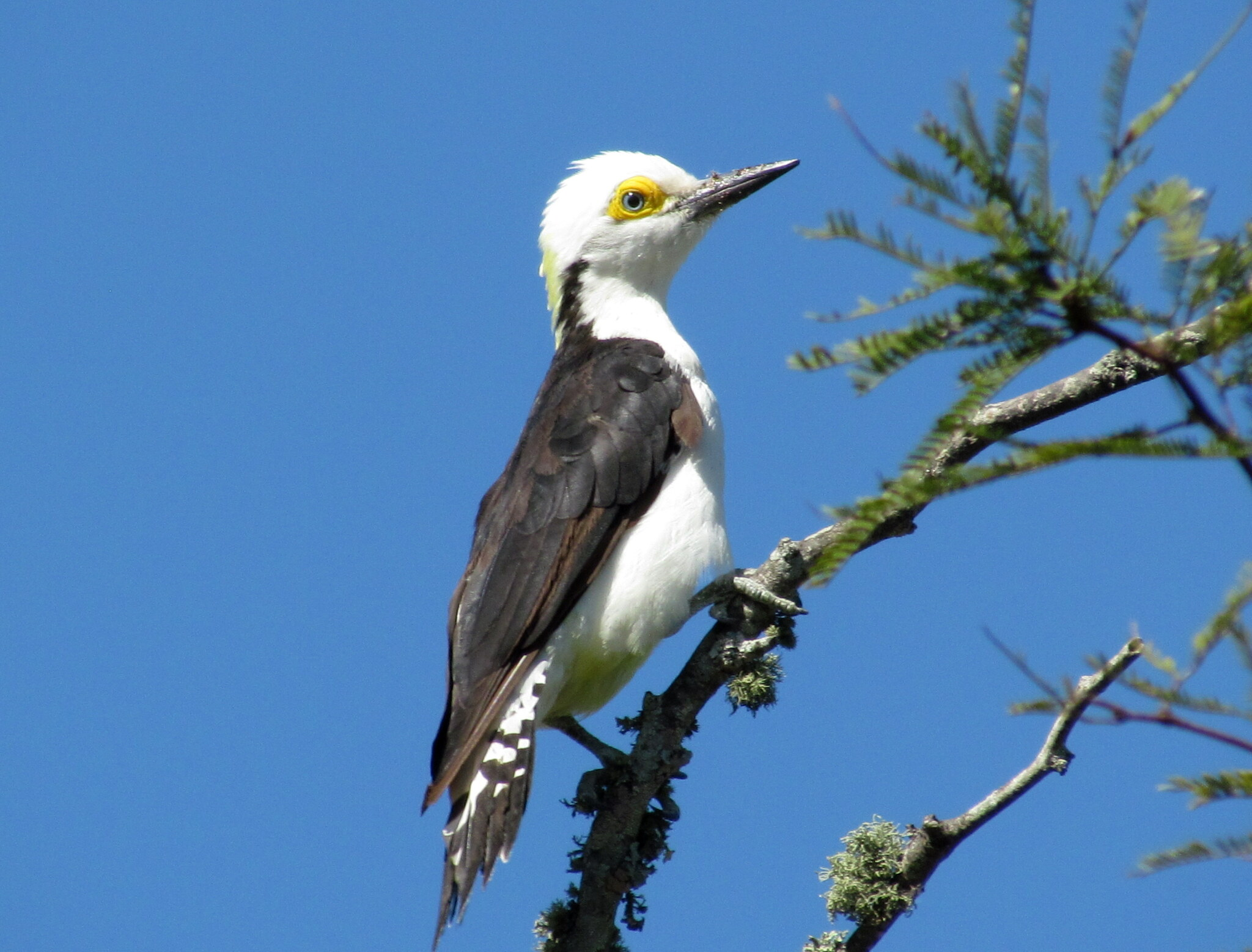
Ciocănitoare albă
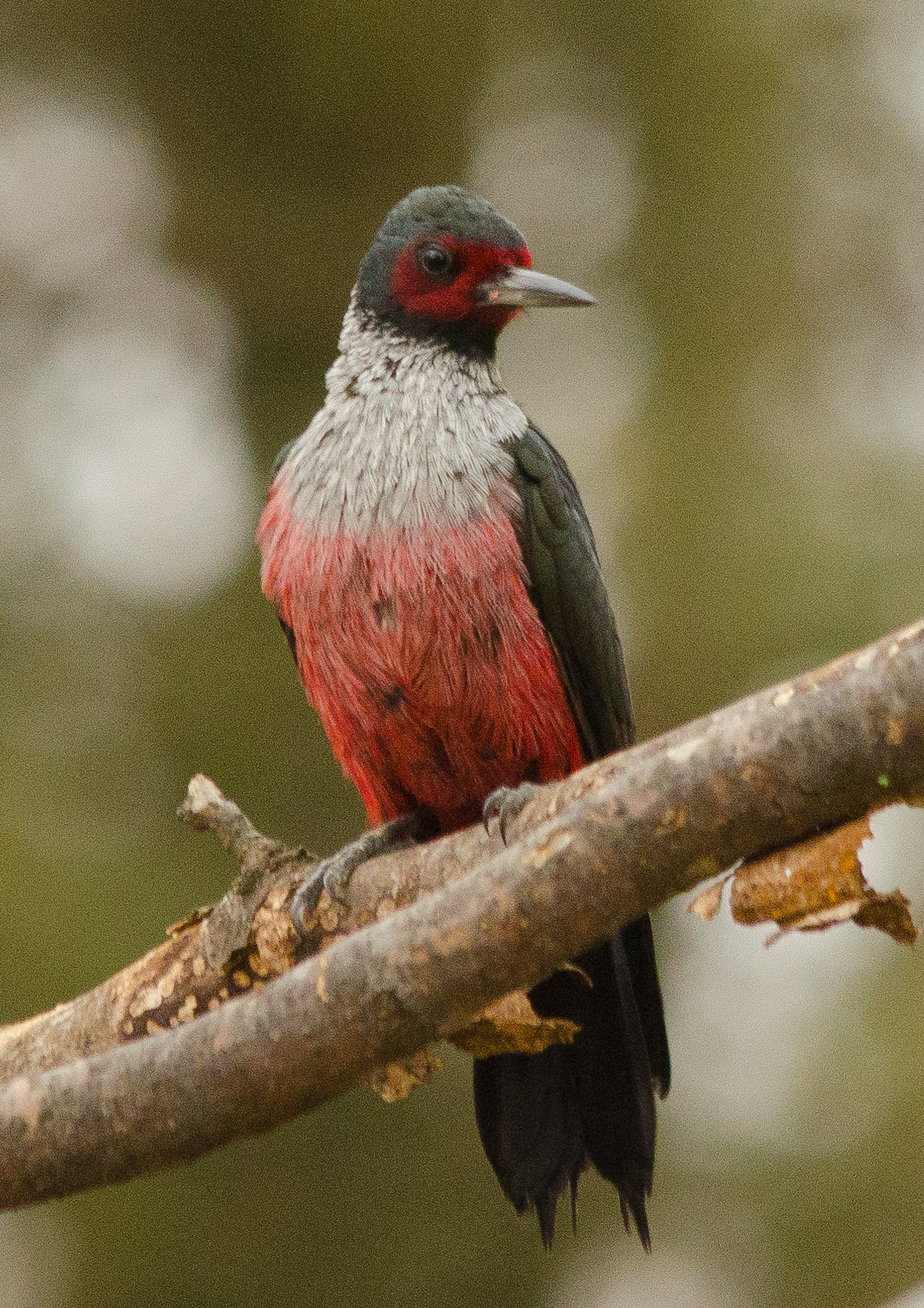
Ciocănitoarea lui Lewis
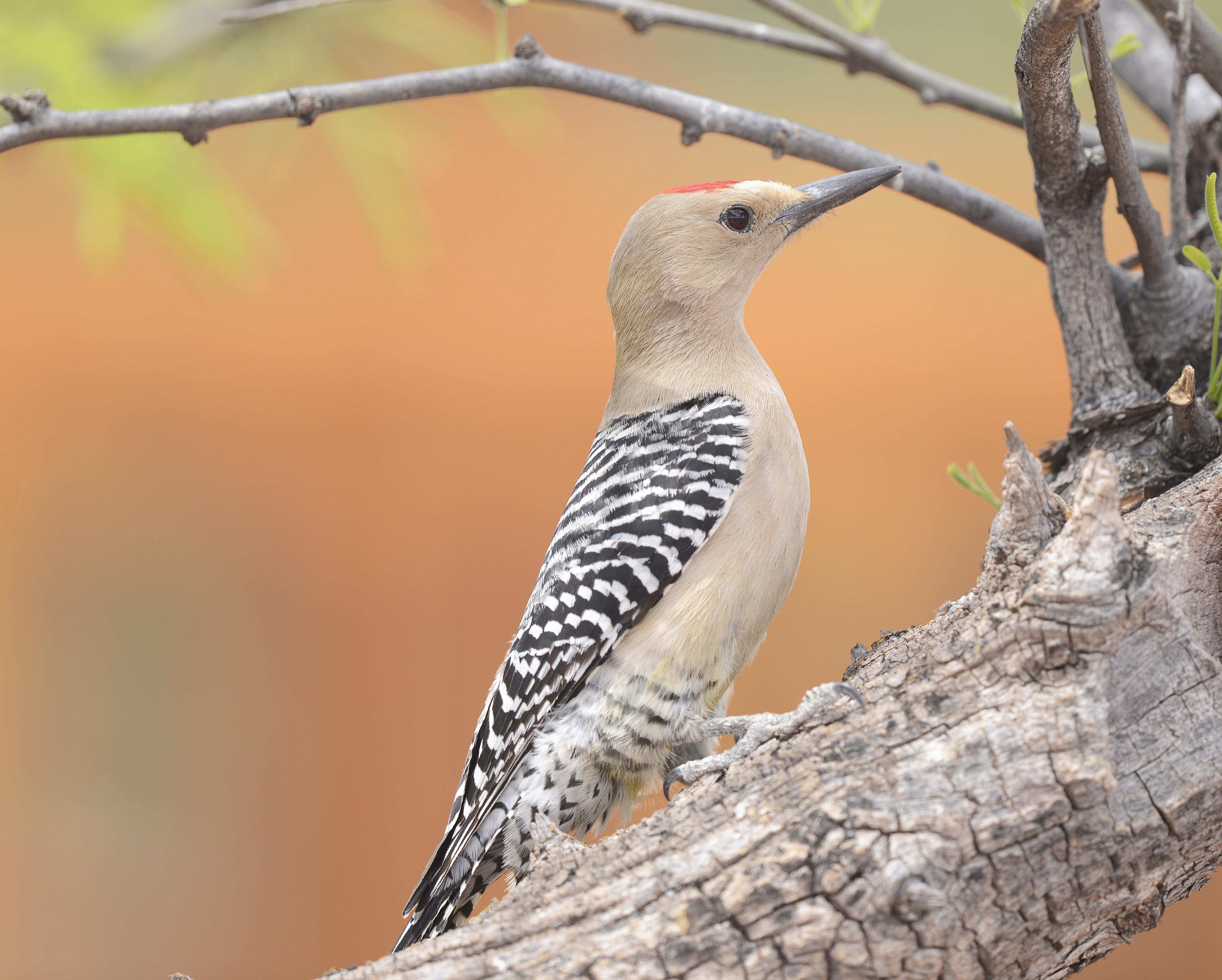
Ciocănitoare de deșert